# Belista Hartmann
Belista Hartmann (lub Hartman) – nauruańska lekkoatletka.
W 1989 roku wystąpiła na miniigrzyskach Południowego Pacyfiku. Startowała w dwóch konkurencjach. W biegu na 800 metrów, odpadła w eliminacjach z czasem 2:49,2 (dziewiąte miejsce wśród dziesięciu zawodniczek), a w biegu na 1500 metrów, zajęła ósme miejsce w wyścigu finałowym (na dziewięć zawodniczek). Jej wynik z biegu finałowego na 1500 metrów jest aktualnym rekordem Nauru.

## Rekord życiowy
- Bieg na 1500 metrów – 5:44,21 (30 sierpnia 1989, Nukuʻalofa)[1], rekord Nauru[3].